# Рикуцу (Палермо)
Рикуцу је насеље у Италији у округу Палермо, региону Сицилија.
Према процени из 2011. у насељу је живело 43 становника. Насеље се налази на надморској висини од 343 м.